# Pleuranthodium branderhorstii
Pleuranthodium branderhorstii là một loài thực vật có hoa trong họ Gừng. Loài này đượcTheodoric Valeton miêu tả khoa học đầu tiên năm 1913 dưới danh pháp Alpinia branderhorstii. Năm 1991, Rosemary Margaret Smith chuyển nó sang chi Pleuranthodium.

## Phân bố
Loài này có ở cao độ khoảng 130 m trên đồi Geluks (ven Vườn quốc gia Lorentz), cạnh sông Bắc (sông Lorentz) trong tỉnh Tây Papua, Indonesia.